# Bąkowa (gromada)
Bąkowa – dawna gromada, czyli najmniejsza jednostka podziału terytorialnego Polskiej Rzeczypospolitej Ludowej w latach 1954–1972.
Gromady, z gromadzkimi radami narodowymi (GRN) jako organami władzy najniższego stopnia na wsi, funkcjonowały od reformy reorganizującej administrację wiejską przeprowadzonej jesienią 1954 do momentu ich zniesienia z dniem 1 stycznia 1973, tym samym wypierając organizację gminną w latach 1954–1972.
Gromadę Bąkowa siedzibą GRN w Bąkowej utworzono – jako jedną z 8759 gromad na obszarze Polski – w powiecie iłżeckim w woj. kieleckim, na mocy uchwały nr 13k/54 WRN w Kielcach z dnia 29 września 1954. W skład jednostki weszły obszary dotychczasowych gromad Bąkowa, Kunegundów i Łaziska ze zniesionej gminy Łaziska, obszar dotychczasowej gromady Podolany ze zniesionej gminy Krępa Kościelna oraz wieś Czarnolas z dotychczasowej gromady Kochanów ze zniesionej gminy Miechów w tymże powiecie; ponadto lasy państwowe nadleśnictwa Lipsko, oddziały Nr Nr 73 do 88. Dla gromady ustalono 16 członków gromadzkiej rady narodowej.
1 stycznia 1956 gromada weszła w skład nowo utworzonego powiatu lipskiego w tymże województwie.
29 lutego 1956 do gromady Bąkowa przyłączono oddziały Nr Nr 89–103 nadleśnictwa Lipsko z gromady Jawór w tymże powiecie.
31 grudnia 1961 do gromady Bąkowa przyłączono obszar zniesionej gromady Wielgie w tymże powiecie oraz wsie Antoniów, Bielany, Czerwona i Podgórze oraz kolonię Pasieki ze znoszonej gromady Czerwona w powiecie iłżeckim w tymże województwie.
1 stycznia 1969 do gromady Bąkowa przyłączono wsie Kochanów i Sajdy z gromady Kowalków w powiecie iłżeckim w tymże województwie.
Gromada przetrwała do końca 1972 roku, czyli do kolejnej reformy gminnej.